# Zhuz

Bản đồ các khu vực sinh sống và bị chiếm đóng bởi ba thành phần người Kazakh vào đầu thế kỷ 20; màu đỏ tượng trưng cho zhuz Uly, màu cam tượng trưng cho zhuz trung tâm và màu xanh lá cây tượng trưng cho zhuz Kishi.

Zhuz (tiếng Kazakh: жүз, ٴجۇز,) cũng dịch là " Hãn quốc " hay " trăm ") là một cách phân chia vùng miền nằm trong khuôn khổ liên minh Cuman-Kipchak theo các bộ tộc chính trong từng vùng cụ thể. Khu vực này bao gồm nhiều phần thuộc lãnh thổ Kazakhstan ngày nay. Sự phân chia các zhuz là điển hình cho sự phân chia không gian sinh sống và ảnh hưởng của các tộc người Kazakh.
- Các zhuz Thượng (tiếng Kazakh: ۇلى ءجۇز, Ұлы Жүз, đã Latinh hoá: Ūly Jüz) hoặc zhuz Uly bao gồm các vùng lãnh thổ phía nam và đông nam Kazakhstan, tây bắc Trung Quốc (Tân Cương) và một phần của Uzbekistan.
- Các zhuz Trung (tiếng Kazakh: ورتا ءجۇز, Орта жүз, đã Latinh hoá: Orta Jüz) hoặc zhuz Orta bao gồm sáu bộ tộc, bao gồm khu vực miền trung và miền đông Kazakhstan
- Các zhuz Hạ (tiếng Kazakh: كىشى ءجۇز, Кіші жүз, đã Latinh hoá: Kışı Jüz)) hoặc zhuz Kishi bao gồm ba bộ tộc, bao gồm phía tây Kazakhstan và tây nước Nga (Orenburg Oblast).

## Lịch sử
Các ghi chép sớm nhất về các zhuz của người Kazakh đã xuất hiện từ thế kỷ 17. Nhà đông phương học người Nga Velyaminov-Zernov (1919) tin rằng sự phân chia này nảy sinh do sự chiếm cứ của các bộ tộc vào các thành phố quan trọng gồm Tashkent, Yasi và Sayram vào năm 1598.
Một số nhà nghiên cứu lập luận rằng zhuz có ý nghĩa tương đương với bộ lạc hoặc liên minh quân sự giữa những bộ tộc du mục thảo nguyên xuất hiện vào khoảng giữa thế kỷ 16 sau khi hãn quốc Kazakh tan rã. Yuri Zuev lập luận rằng, sự phân chia lãnh thổ căn cứ theo ba khu vực sinh thái hoặc địa hình khác nhau, zhuz Thượng tại vùng thảo nguyên phía nam và đông nam được tách ra khỏi hai khu vực khác bởi hồ Balkhash.
Theo một số nhà nghiên cứu, người Kazakh đã bị tách ra trong cuộc nội chiến đầu tiên vào thời đại hãn quốc Kazakh. Các bộ tộc công nhận Buidash Khan làm thủ lĩnh đã thành lập zhuz Thượng. Các bộ tộc công nhận Togim Khan thành lập zhuz Trung. Các bộ tộc công nhận Akhmed Khan thiết lập zhuz Hạ.
Theo truyền thuyết của người Kazakhstan , ba zhuz là sự kế thừa lãnh thổ của ba người con trai của người cha đẻ đã sáng lập chủ quyền và cương vực của người Kazakh. Trong tiếng Kazakhstan, júz có nghĩa là "liên minh" hoặc "một trăm". 

## Zhuz Thượng

Bản đồ nghiên cứu dân tộc học về zhuz Thượng (hoặc zhuz Uly) ở Kazakhstan vào đầu thế kỷ 20, theo MS Mukanov (1991).

Trong lịch sử, zhuz Thượng (tiếng Kazakh: Ұлы жүз, ۇلى ءجۇز, đã Latinh hoá: Ūly jüz) gồm các bộ tộc sinh sống ở khu vực phía bắc của hãn quốc Sát Hợp Đài cũ của đế quốc Mông Cổ, tại lưu vực các sông Ili và sông Chu, ở Đông Nam Kazakhstan ngày nay và Quận tự trị Ili Kazakhstan của Trung Quốc (phía bắc Tân Cương) còn có tên gọi khác là  jüz Üysin.
Ghi chép đầu tiên về zhuz Thượng xuất hiện năm 1748, do một sứ giả người Tatar của Tsaritsa đã được gửi đến  để đàm phán về việc thần phục của Abul Khair Khan vào năm 1732. Theo Nikolai Aristov, dân số ước tính của zhuz Thượng là khoảng 550.000 người trong nửa sau của thế kỷ 19. Vùng lãnh thổ này đã bị chinh phục bởi hãn quốc Kokand vào những năm 1820 và bởi Đế quốc Nga trong những năm 1850 đến 1860.
Giới cầm quyền của Kazakhstan, bao gồm cựu tổng thống Nurseult Nazarbayev, cựu Bí thư thứ nhất của Đảng Cộng sản Kazakhstan Dinmukhamed Konayev, cũng như nhà thơ Jambyl Jabayev là đại diện của những người xuất thân từ khu vực zhuz Thượng.
Đã có một số nỗ lực để xác định tên chính xác và bản chất của các bộ tộc cấp cao nhất trong suốt thế kỷ 19 và đầu thế kỷ 20. Tuy nhiên, các nghiên cứu khác nhau đã chỉ ra rất nhiều tên và số lượng dân cư khác nhau cho các bộ tộc thảo nguyên. Tên gọi của các bộ tộc sinh sống ở khu vực zhuz Thượng bao gồm: 
- Dulat  (tiếng Kazakh: Дулат, دۋلات, đã Latinh hoá: Dulat)
  - Janys (tiếng Kazakh: Жаныс, جانىس, đã Latinh hoá: Janys)
  - Siyqym (tiếng Kazakh: Сиқым, سىيقىم, đã Latinh hoá: Siqym)
  - Botbay (tiếng Kazakh: Ботбай, بوتباي, đã Latinh hoá: Botbai)
  - Shymyr (tiếng Kazakh: Шымыр, شىمىر, đã Latinh hoá: Şymyr)
- Jalayir  (tiếng Kazakh: Жалайыр, جالايىر, đã Latinh hoá: Jalaiyr)
- Qangly (tiếng Kazakh: Қаңлы, قاڭلى, đã Latinh hoá: Qañly)
- Alban (tiếng Kazakh: Албан, البان, đã Latinh hoá: Alban)
- Suwan (tiếng Kazakh: Суан, سۋان, đã Latinh hoá: Suan)
- Sary-Uysin (tiếng Kazakh: Сарыүйсін, سارىءۇيسىن, đã Latinh hoá: Sary-Üisın)
- Shapyrashty (tiếng Kazakh: Шапырашты, شاپىراشتى, đã Latinh hoá: Şapyraşty)
- Sirgeli (tiếng Kazakh: Сіргелі, سىرگەلى, đã Latinh hoá: Sırgelı)
- Oshaqty (tiếng Kazakh: Ошақты, وشاقتى, đã Latinh hoá: Oşaqty)
- Ysty (tiếng Kazakh: Ысты, ىستى, đã Latinh hoá: Ysty)
- Shanyshqyly (tiếng Kazakh: Шанышқылы, شانىشقىلى, đã Latinh hoá: Şanyşqyly)

## Zhuz Trung

Bản đồ nghiên cứu dân tộc học về zhuz trung tâm (hay zhuz Orta) ở Kazakhstan vào đầu thế kỷ 20, theo MS Mukanov (1991).

Zhuz Trung (tiếng Kazakh: Орта Жүз, ورتا ءجۇز, đã Latinh hoá: Orta Jüz, còn được gọi là Arğyn Jüz [Арғын Жүз]) bao gồm các vùng đất phía đông của Kim Trướng Hãn quốc trước đây ở miền trung, miền bắc và miền đông Kazakhstan.
Một số nhà thơ và trí thức nổi tiếng của Kazakhstan được sinh ra ở vùng zhuz Trung, bao gồm Abay Qunanbayuli, Akhmet Baytursinuli, Shokan Walikhanuli và Alikhan Bokeikhanov.
Khu vực zhuz Trung bao gồm các bộ tộc:
- Argyn (tiếng Kazakh: Арғын, ارعىن, đã Latinh hoá: Arğyn)
- Kerei (tiếng Kazakh: Керей, كەرەي, đã Latinh hoá: Kerei)
- Naiman (tiếng Kazakh: Найман, نايمان, đã Latinh hoá: Naiman)
- Khongirad (tiếng Kazakh: Қоңырат, قوڭىرات, đã Latinh hoá: Qoñyrat)
- Qypchak (tiếng Kazakh: Қыпшақ, قىپشاق, đã Latinh hoá: Qypşaq)
- Taraqty tiếng Kazakh: Тарақты, تاراقتى, đã Latinh hoá: Taraqty)
- Uwaq (tiếng Kazakh: Уақ, ۋاق, đã Latinh hoá: Uaq)

## Zhuz Hạ
Zhuz Hạ (tiếng Kazakh: Кіші Жүз, كىشى ءجۇز, đã Latinh hoá: Kışı Jüz, còn được gọi là Alşyn Jüz) chiếm lĩnh các vùng đất của hãn quốc Nogai cũ ở Tây Kazakhstan.
Các bộ tộc bản địa ở zhuz này có nguồn gốc từ người Nogai thuộc hãn quốc Nogai, Tây Kazakhstan, nhưng vào thế kỷ 16, họ đã bị người Kazakh đánh bại, người Nga và Nogai đã rút lui về phía Tây của hãn quốc, đến thảo nguyên sông Kuban. Vào thế kỷ 18, các bộ tộc đã gây nguy hiểm cho các thành phố bên trong lòng đế quốc Nga, vì vậy người Nga đã liên minh với người Mông Cổ Kalmyks để thay thế và hỗ trợ người Alshyn trở lại khu vực Urals. Ở đó, họ đã thành lập các zhuz Thượng. Trong các cuộc bành trướng của người Kazakh-Kalymk, hãn quốc Khiva đã sáp nhập bán đảo Mangyshlak và chiếm lĩnh khu vực này trong hai thế kỷ trước khi bị người Nga xâm chiếm. Vào đầu thế kỷ 19, một bộ phận người Kazakh đã di chuyển sang phía tây, đến khu vực tỉnh Astrakhan ngày nay, thành lập nên Hãn quốc Bukey. Khi nhà nước Cộng hòa Xã hội Chủ nghĩa Xô viết Kazakhstan được thành lập, Bukey là khu vực nằm ở điểm gần cực Tây của đất nước, vị trí này thuộc phạm vi châu Âu.
Các vị lãnh đạo trong lịch sử của cuộc kháng chiến của người Kazakh chống lại Đế quốc Nga gắn liền với khu vực zhuz Hạ bao gồm Isatay Taymanuly (tiếng Kazakh: Isataı Taımanuly, 1791-1838) và Makhambet Otemisuly (tiếng Kazakh: Mahambet Ótemisuly, 1803/4-1846).
Zhuz Hạ bao gồm ba nhóm bộ tộc lớn:
- Baiuly (tiếng Kazakh: Байұлы, بايۇلى, đã Latinh hoá: Baiūly)
  - Adai (tiếng Kazakh: Адай, اداي, đã Latinh hoá: Adai)
  - Alasha (tiếng Kazakh: Алаша, الاشا, đã Latinh hoá: Alaşa)
  - Baibaqty (tiếng Kazakh: Байбақты, بايباقتى, đã Latinh hoá: Baibaqty)
  - Berish (tiếng Kazakh: Беріш, ءبەرىش, đã Latinh hoá: Berış)
  - Jappas (tiếng Kazakh: Жаппас, جاپپاس, đã Latinh hoá: Jappas)
  - Masqar (tiếng Kazakh: Масқар, ماسقار, đã Latinh hoá: Masqar)
  - Taz (tiếng Kazakh: Таз, تاز, đã Latinh hoá: Taz)
  - Tana (tiếng Kazakh: Тана, تانا, đã Latinh hoá: Tana)
  - Esentemir (tiếng Kazakh: Есентемір, ەسەنتەمىر, đã Latinh hoá: Esentemır)
  - Ysyq (tiếng Kazakh: Ысық, ىسىق, đã Latinh hoá: Ysyq)
  - Qyzylqurt (tiếng Kazakh: Қызылқұрт, قىزىلقۇرت, đã Latinh hoá: Qyzylqūrt)
  - Sherkesh (tiếng Kazakh: Шеркеш, شەركەش, đã Latinh hoá: Şerkeş)
- Alimuly (tiếng Kazakh: Әлімұлы, ءالىمۇلى, đã Latinh hoá: Älımūly)
  - Qarakesek (tiếng Kazakh: Қаракесек, قاراكەسەك, đã Latinh hoá: Qarakesek)
  - Qarasaqal (tiếng Kazakh: Қарасақал, قاراساقال, đã Latinh hoá: Qarasaqal)
  - Tortqara (tiếng Kazakh: Төртқара, ءتورتقارا, đã Latinh hoá: Törtqara)
  - Kete (tiếng Kazakh: Кете, كەتە, đã Latinh hoá: Kete)
  - Shomekei (tiếng Kazakh: Шөмекей, شومەكەي, đã Latinh hoá: Şömekei)
  - Shekti (tiếng Kazakh: Шекті, شەكتى, đã Latinh hoá: Şektı)
- Jetyru (tiếng Kazakh: Жетіру, جەتىرۋ, đã Latinh hoá: Jetıru)
  - Tabyn (tiếng Kazakh: Табын, تابىن, đã Latinh hoá: Tabyn)
  - Tama (tiếng Kazakh: Тама, تاما, đã Latinh hoá: Tama)
  - Kerderi (tiếng Kazakh: Кердері, كەردەرى, đã Latinh hoá: Kerderı)
  - Kerey (tiếng Kazakh: Керейіт, كەرەيت, đã Latinh hoá: Kereiıt)
  - Zhagalbaily (tiếng Kazakh: Жағалбайлы, جاعالبايلى, đã Latinh hoá: Jağalbaily)
  - Telew (tiếng Kazakh: Телеу, تەلەۋ, đã Latinh hoá: Teleu)
  - Ramadan (tiếng Kazakh: Рамадан, رامادان, đã Latinh hoá: Ramadan)